# Проект «Хайуотер»
Проект «Хайуотер» (англ. Highwater «Большая вода») — эксперимент по распылению воды в ионосфере, проведённый НАСА в 1962 году во время испытаний ракеты-носителя «Сатурн-1».
Эксперимент, известный под именем «Проект Хайуотер», проводился дважды:
- «Хайуотер-1» — 25 апреля 1962 года при запуске SA-2.
- «Хайуотер-2» — 16 ноября 1962 года при запуске SA-3.

Сам эксперимент заключался в следующем. После отработки первой ступени ракеты-носителя «Сатурн-1», в точке апогея (на высотах 105 и 165 километров), заполненная водяным балластом вторая ступень была намеренно взорвана. Это должно было позволить учёным исследовать поведение ионосферы Земли при внезапном выбросе большого объёма воды (около 90 тонн в каждом запуске), природу образования облаков и поведение льда в высотных слоях атмосферы.
Причиной появления проекта «Хайуотер» на свет официально называлось желание НАСА узнать больше о диффузии топлива в случае подрыва ракеты на большой высоте. Однако, по большому счёту, эксперимент был импровизацией, ответом на критические замечания по поводу бесцельности запусков ракет «Сатурн-1» и их бесполезности для науки.
Оба раза все работы прошли штатно, взрывы были произведены на предполагаемых высотах. После взрыва образовывалось массивное облако ледяных частиц размером в несколько километров в диаметре и были зафиксированы нарушения связи как при вспышке молний, однако плохая телеметрия сделала результаты сомнительными.